# كالو يالا
كالو يالا مدينة مستدامة يجري بناؤها خارج مدينة بنما في جمهورية بنما. يهدف موقع البناء، الذي يقع في وادي تريس برازوس (Tres Brazos)، إلى أن تكون المدينة واحدة من المجتمعات التي تطبق مفهوم البيئة المستدامة في العالم، مع تطلعات بأن تكون أداة تعليمية للعالم حول كيفية العيش بطريقة أكثر ذكاء. ويعد جيمي ستايس الرئيس التنفيذي لمدينة كالو يالا.
وعلى الرغم من أن الإنشاء لم يبدأ حتى الآن، إلا أنه تم تصميم جزء كبير من البلدة بواسطة المهندسين المعماريين ومخططي المدن مول وبوليزويدس اللذين يقيمان في باسادينا، كاليفورنيا. ويشكل هذان المهندسان المعماريان جزءًا من حركة تنظيم المدن الجديدة.
ومنذ صيف 2010، تضمن برنامج تدريب الطلاب في كالو يالا برامج في الثروة الحيوانية والزراعة المستدامة وبناء التصميمات والبيولوجيا والأعمال التجارية والتوعية المجتمعية والتعليم والترفيه في الهواء الطلق والأنثروبولوجيا. وابتداءً من صيف عام 2012، ضم البرنامج أشخاصًا من جميع أنحاء العالم بما في ذلك 37 ولاية و12 دولة و80 كلية في عامين. إنها فرصة ذهبية تشبه الدراسة في الخارج ولكن مع برنامج مصمم خصيصًا للأفراد بشكل أكبر بكثير.

## وصلات خارجية
Official Website